# Nepenthes lingulata
Nepenthes lingulata este o specie de plante carnivore din genul Nepenthes, familia Nepenthaceae, ordinul Caryophyllales, descrisă de Chi. C. Lee, Hernawati și Akhriadi. Conform Catalogue of Life specia Nepenthes lingulata nu are subspecii cunoscute.

## Galerie de imagini

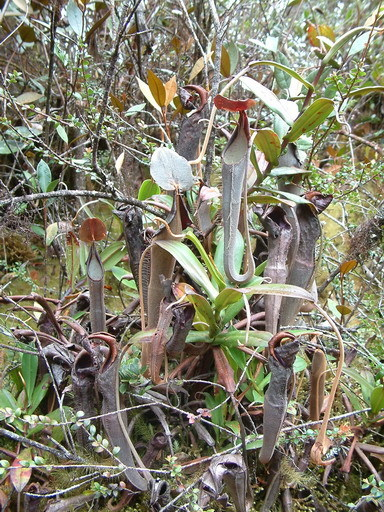
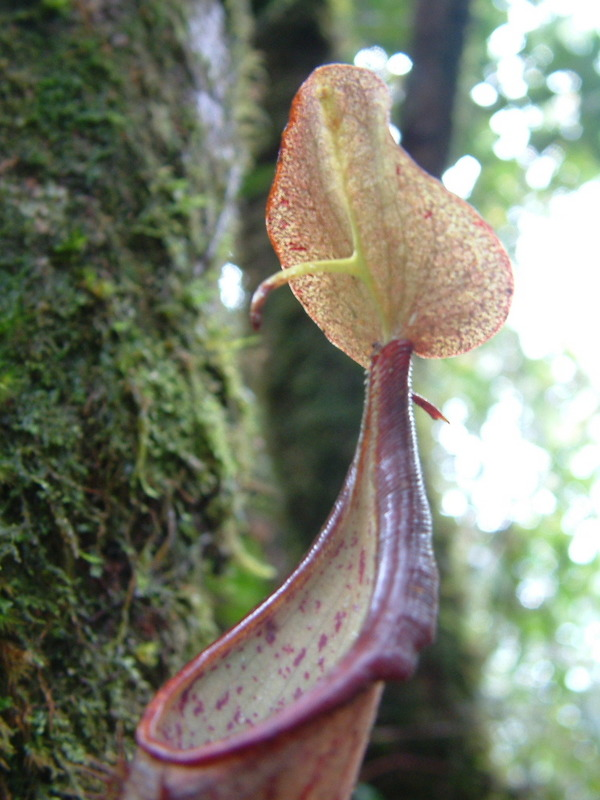
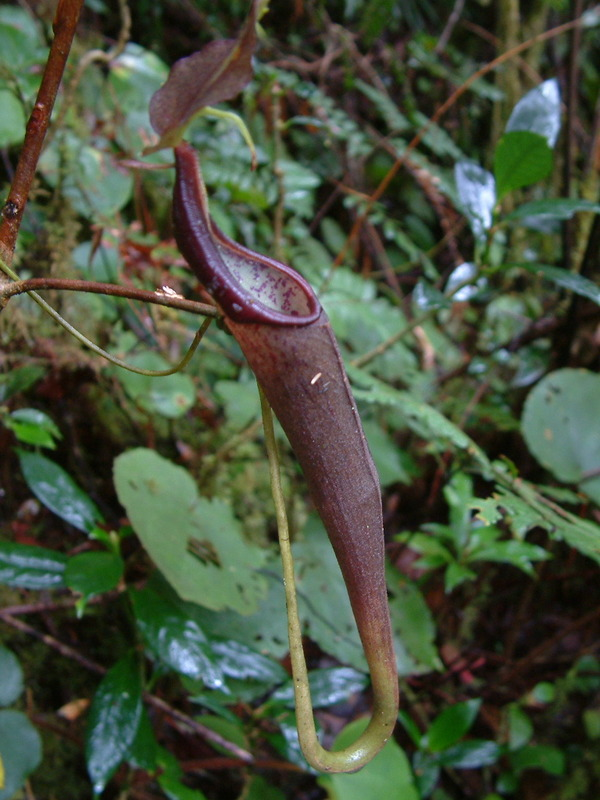
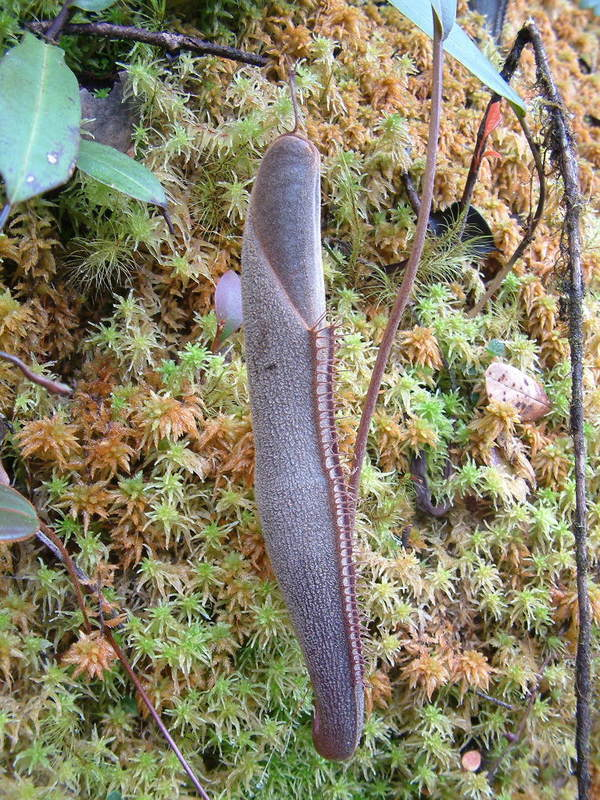
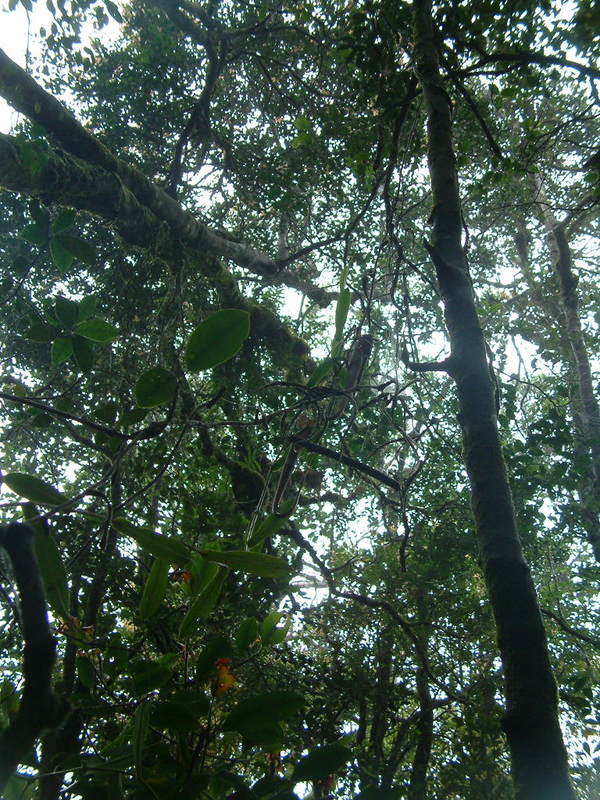
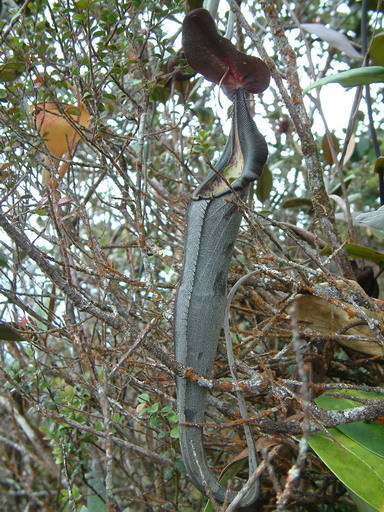